# Liste des œuvres de Sergueï Rachmaninov

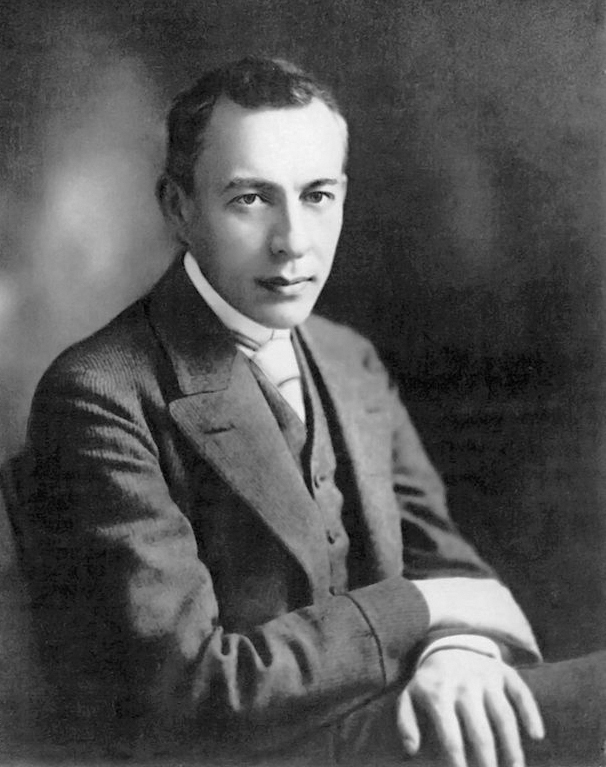
Sergueï Rachmaninov vers 1900

La liste des œuvres de Sergueï Rachmaninov est présentée d'abord en classant les œuvres par catégories, puis dans l'ordre des numéros d'opus, respectant assez bien la chronologie de composition.

## Catalogue par catégories

### Musique orchestrale
- Scherzo en ré mineur (1887)
- Symphonie en ré mineur, 1er mouvement (dite « Jeunesse ») (1890-1891)
- Manfred, perdu (1891)
- Le Prince Rostislav, poème symphonique d'après Alexis Tolstoï (1891)
- Le Rocher, op. 7, poème symphonique d'après Lermontov (1893)
- Deux épisodes de Don Juan, perdu (1894)
- Caprice bohémien, op. 12 sur des thèmes bohémiens (1892-1894)
- Symphonie nº 1 en ré mineur, op. 13 (1895)
- Symphonie n° 2 en mi mineur, op. 27 (1906-1907)
- L'Île des morts, op. 29, poème symphonique d'après Böcklin (1909)
- Symphonie n° 3 en la mineur, op. 44 (1935-1936)
- Danses symphoniques op. 45a (version pour deux pianos op. 45b) (1940-1941)

### Musique concertante
- Concerto pour piano en ut mineur, esquisses (1889)
- Concerto pour piano no 1 en fa dièse mineur, op. 1 (1890-1891, révisé en 1917)
- Concerto pour piano no 2 en do mineur, op. 18 (1900)
- Concerto pour piano no 3 en ré mineur, op. 30 (1909)
- Concerto pour piano no 4 en sol mineur, op. 40 (1925-1926, révisé en 1928 puis 1941)
- Rhapsodie sur un thème de Paganini, op. 43 (1934)

### Musique de chambre
- Quatuor à cordes no 1 (1889)
- Romance pour violon et piano, Danse hongroise pour violon et piano op. 6
- Lied (Romance) pour violoncelle et piano (1890)
- Trio élégiaque no 1 en sol mineur, pour piano, violon et violoncelle (1892)
- Deux Pièces, op. 2 : Prélude et Danse orientale, pour violoncelle et piano (1892)
- Deux Pièces, op. 6 : Romance et Danse hongroise, pour violon et piano (1893)
- Trio élégiaque no 2 en ré mineur, op. 9 (1893, révisé en 1907 puis en 1917)
- Quatuor à cordes no 2 (1896)
- Sonate pour violoncelle et piano en sol mineur, op. 19 (1901)

### Pièces pour piano seul
- Étude en  fa dièse majeur (1886 ?)
- Lento en ré mineur (1887 ?)
- Quatre pièces (1887 ou plus tard)
- Trois nocturnes (1888)
- Canon en ré mineur (1891)
- Fugue en ré mineur (1891)
- Prélude en do dièse mineur (1891)
- Morceaux de fantaisie op.  3 (1892)
- Morceaux de salon op. 10 (1893-1894)
- Moments musicaux op. 16 (1896)
- Quatre improvisations avec Arenski, Glazounov et Taneïev (1896)
- Morceau de Fantaisie en sol mineur (1899)
- Fughetta en fa majeur (1899)
- Variations sur un thème de Chopin, op. 22 (1902-1903)
- Préludes, op. 23 (1901-1903)
- Sonate pour piano no 1, op. 28 (1907-1908)
- Préludes, op. 32 (1910)
- Études-Tableaux, op. 33 (1911)
- Sonate pour piano no 2, op. 36 (1913, révisée en 1931)
- Études-Tableaux, op. 39 (1916-1917)
- Trois pièces (Oriental Sketch, Pièce en ré mineur et Fragments) (1917)
- Variations sur un thème de Corelli, op. 42 (1931)

Pour toutes les compositions n'ayant pas de lien, voir l'article sur les autres compositions pour piano seul.

### Autres pièces pour piano
- Deux pièces : Valse, Romance, 6 mains (1891)
- Rhapsodie russe pour deux pianos (1891)
- Romance pour piano à 4 mains (1893)
- Suite no 1, op. 5, pour deux pianos (1893) (aussi appelée Fantaisie-Tableaux)
- 6 Morceaux pour piano à 4 mains, Barcarolle, Scherzo, Thème Russe, Valse, Romance, Slava op. 11 (1894)
- Suite no 2, op. 17, pour deux pianos (1900-1901)
- Polka italienne pour piano à 4 mains, (1906)

### Musique lyrique
- Six Romances, op. 4 (1890-1893)
- Six Mélodies, op. 8 (1894)
- Douze Romances, op. 14 (1896)
- Douze Romances, op. 21 (1902)
- Quinze Romances, op. 26 (1906)
- Quatorze Romances, op. 34 (1912)
- Six Poèmes, op. 38 (1916)

### Musique chorale
- Deus Meus, motet à 6 voix mixtes (1890)
- En Prière devant la Vierge qui veille, concert spirituel à 3 voix mixtes (1893)
- Chœur des esprits pour Don Juan, texte de A. K. Tolstoï, pour chœur mixte a cappella (1894)
- 6 Chœurs pour voix de femmes ou d'enfants avec piano, op. 15 (1895-1896)
- Panteleï le Guérisseur (Panteleley the healer) pour chœur mixte a cappella, texte de A. K. Tolstoï (1900)
- Printemps, op. 20, cantate pour baryton, chœur et orchestre sur un poème de Nekrassov (1902)
- Liturgie de saint Jean Chrysostome, op. 31, pour chœur a cappella (1910)
- Les Cloches (Kolokola), op. 35, symphonie chorale pour soprano, ténor, baryton, chœur et orchestre, texte de Balmont d'après Edgar Poe (1912-1913)
- Les Vêpres (la Grande Louange du soir et du matin), op. 37, pour chœur a cappella (1915)
- Trois chansons russes, op. 41, pour chœur et orchestre (1926)

### Opéras
- Esmeralda, d'après Victor Hugo (1888, fragments)
- Boris Godounov, d'après Pouchkine (1890-1891, deux monologues)
- Mascarade, d'après Lermontov (1890-1891, monologue d'Arbenin)
- Aleko, livret de Vladimir Nemirovitch-Dantchenko d'après Pouchkine (1892)
- Le Chevalier avare op. 24, opéra en 3 scènes sur un texte de Pouchkine (1903-1904)
- Francesca da Rimini op. 25, opéra en un prologue, deux scènes et un épilogue, livret de Modeste Tchaïkovski d'après L'Enfer de Dante (1900, 1904-1905)
- Salammbô, projet non achevé (1906)
- Monna Vanna, livret de Mikhaïl Slonov d'après Maurice Maeterlinck, inachevé : manuscrit piano-chant acte I, esquisses acte II (1907)

### Transcriptions
- Tchaïkovsky : Manfred op. 58, piano 4 mains (1886, perdu)
- Tchaïkovsky : La Belle au bois dormant, piano 4 mains (1890)
- Glazounov : Sixième Symphonie op. 58, pour 2 pianos (1896)
- Franz Behr : Lachtäubchen-Scherzpolka/Polka "La rieuse". Publiée sous le titre de Polka de V.R., piano (1911)
- John Stafford Smith : The Star-Spangled Banner, piano (1918)
- Kreisler : Liebesleid, piano (1921)
- Bizet : Menuet de L'Arlésienne, piano (1922)
- Moussorgski : Hopak tiré de La Foire de Sorotchintzy, piano (1924)
- Kreisler : Liebesfreud, piano (1925)
- Schubert : Wohin?, extrait de la Belle Meunière (die schöne Müllerin), piano (1925)
- Moussorgski : Hopak tiré de La Foire de Sorotchintzy, violon et piano (1926)
- Rimsky-Korsakov : Vol du Bourdon, piano (1929)
- Bach : 3e partita pour violon seul, piano (1933)
- Mendelssohn : Scherzo tiré du Songe d'une nuit d'été, piano (1933)
- Rachmaninov : Daisies, op. 38 no 3, piano (1940)
- Rachmaninov : Lilas, op. 21 no 5, piano (1941)
- Tchaïkovsky : Berceuse, op. 16 no 1, piano (1941)

## Catalogue chronologique
Rachmaninov a vécu environ 45 ans en Russie et 25 en Amérique. On peut donc diviser sa vie en deux périodes, la période russe et la période américaine.
Rachmaninov a écrit la plupart de ses œuvres en Russie. Dans sa biographie, Oscar von Riesemann divise les œuvres de cette période en trois catégories. D'abord, les œuvres de jeunesse (opp. 1 à 16). Les moments musicaux op. 16 marquent une transition dans le langage de Rachmaninov : de l'op. 17 à l'op. 29, Rachmaninov atteint progressivement une maturité comparable à celle de Tchaïkovski, son idole suprême. Avec son Troisième Concerto op. 30, Rachmaninov développe son écriture qui devient hyperdense ; après cette nouvelle période de maturité (opp. 30 à 37) incluant deux grandes œuvres chorales, la Liturgie de saint Jean Chrysostome et Les Vêpres, vient le moment où, selon le pianiste Alexander Melnikov, la musique de Rachmaninov est à son apogée avec les Six Poèmes op. 38 et les Neuf Études-Tableaux op. 39. À ces quatre périodes s'ajoute donc une cinquième période, celle des œuvres "américaines" : le Quatrième Concerto op. 40, les Trois Chansons Russes op. 41, les Variations sur un thème de Corelli op. 42, la Rhapsodie sur un thème de Paganini op. 43, la Troisième symphonie op. 44 et les Danses symphoniques op. 45.

### Œuvres de jeunesse: op. 1 à 16
- Op 1 : Concerto pour piano no 1 en fa dièse mineur (1890-1891, révisé en 1917)
- Op 2 : Deux Pièces : Prélude et Danse orientale pour violoncelle et piano (1892)
- Op 3 : Morceaux de fantaisie (1892)
- Op 4 : Six Romances (1890-1893)
- Op 5 : Suite no 1 aussi appelée Fantaisie-Tableaux, pour deux pianos (1893)
- Op 6 : Deux Pièces : Romance et Danse hongroise, pour violon et piano (1893)
- Op 7 : Le Rocher, poème symphonique d'après Lermontov (1893)
- Op 8 : Six Mélodies (1894)
- Op 9 : Trio élégiaque no 2 en ré mineur, À la mémoire de P.I. Tchaïkovski (1893, révisé en 1907 puis en 1917)
- Op 10 : Morceaux de salon (1893-1894)
- Op 11 : 6 Morceaux pour piano à 4 mains, Barcarolle, Scherzo, Thème Russe, Valse, Romance, Slava (1894)
- Op 12 : Caprice bohémien, cappricio sur des thèmes bohémiens (1892-1894)
- Op 13 : Symphonie nº 1 en ré mineur (1895)
- Op 14 : Douze Romances (1896)
- Op 15 : 6 Chœurs pour voix de femmes ou d'enfants avec piano (1895-1896)
- Op 16 : Moments musicaux (1896)

### Premières œuvres de la maturité: op. 17 à 29
- Op 17 : Suite no 2, pour deux pianos (1900-1901)
- Op 18 : Concerto pour piano no 2 en do mineur (1900)
- Op 19 : Sonate pour violoncelle et piano en sol mineur, op. 19 (1901)
- Op 20 : Printemps, cantate pour baryton, chœur et orchestre sur un poème de Nekrassov (1902)
- Op 21 : Douze Romances (1902)
- Op 22 : Variations sur un thème de Chopin, op. 22 (1902-1903)
- Op 23 : Dix Préludes (1901-1903)
- Op 24 : Le Chevalier avare, opéra en 3 scènes sur un texte de Pouchkine (1903-1904)
- Op 25 : Francesca da Rimini, opéra en un prologue, deux scènes et un épilogue, livret de Modeste Tchaïkovski (1904-1905) d'après L'Enfer de Dante (1900, 1904-1905)
- Op 26 : Quinze Romances (1906)
- Op 27 : Symphonie no 2 en mi mineur (1906-1907)
- Op 28 : Sonate pour piano no 1 (1907-1908)
- Op 29 : L'Île des morts, poème symphonique d'après Arnold Böcklin (1909)

### Période de la maturité: op. 30 à 37
- Op 30 : Concerto pour piano no 3 en ré mineur (1909)
- Op 31 : Liturgie de saint Jean Chrysostome, pour chœur a cappella (1910)
- Op 32 : Treize Préludes (1910)
- Op 33 : Huit Études-Tableaux (1911)
- Op 34 : Quatorze Romances (1912) dont Vocalise
- Op 35 : Les Cloches (Kolokola), poème pour orchestre symphonique, chœur et solistes, d'après Edgar Poe (1912-1913)
- Op 36 : Sonate pour piano no  2 (1913, révisée en 1931)
- Op 37 : Les Vêpres (la Grande Louange du soir et du matin), pour chœur a cappella (1915)

### Apogée de la musique de Rachmaninov: op. 38 et 39
- Op 38 : Six poèmes (1916)
- Op 39 : Neuf Études-Tableaux (1916-1917)

### Œuvres américaines: op. 40 à 45
- Op 40 : Concerto pour piano no 4 en sol mineur (1925-1926, révisé en 1928 puis 1941)
- Op 41 : Trois Chansons russes (1926)
- Op 42 : Variations sur un thème de Corelli (1931)
- Op 43 : Rhapsodie sur un thème de Paganini (1934)
- Op 44 : Symphonie n° 3 en la mineur (1935-1936)
- Op 45 : Danses symphoniques op. 45a, version pour deux pianos op. 45b (1940-1941)